# Porez na dodanu vrijednost
██ primjenjuje PDV
██ ne primjenjuje PDV
Porez na dodanu vrijednost (PDV) suvremeni je oblik oporezivanja potrošnje. Njegovo širenje započelo je šezdesetih godina 20. stoljeća, a  do 2023. primjenjivao se u 175 od 193 zemlje članice Ujedinjenih naroda. Prva ga je uvela Francuska 1958. godine, a zatim i Finska 1964. godine. Ubrzo se proširio na ostale zemlje Europske unije. Od razvijenih zemalja PDV ne primjenjuju Sjedinjene Američke Države.
PDV je svefazni porez na promet koji se obračunava u svakoj fazi proizvodno-prodajnog ciklusa, ali samo za iznos dodane vrijednosti.
U Hrvatskoj, opća stopa PDV-a od 1. ožujka 2012. iznosi 25 %, dok se za određene proizvode i usluge primjenjuju niže stope od 13 % i 5 %.

## Oblici
- proizvodni PDV postoji u slučaju kada porezni obveznik pri prodaji svog proizvoda ne može odbiti trošak nabave kapitalnih dobara niti trošak amortizacije
- dohodovni PDV u kojem se dopušta odbitak troška amortizacije prilikom prodaje
- potrošni PDV u kojem se dozvoljava odbitak ukupnog iznosa utrošenog na bruto investicije (kapitalna dobra + amortizacija) prilikom prodaje proizvoda.

## Metode obračunavanja
Metoda zbrajanjaPorezna osnovica se utvrđuje na način da se zbroje svi elementi cijene u oporezovanoj fazi koji formiraju dodanu vrijednost. PDV će biti jednak umnošku dobivene dodane vrijednosti i porezne stope.
Metoda oduzimanjaOd vrijednosti prodaje se oduzima vrijednost kupnje i na dobivenu razliku se primjenjuje stopa PDV-a.
Kreditna metodaVrijednost PDV-a plaćenog na inpute se oduzima od vrijednosti PDV-a kojeg treba platiti na vrijednost prodaje. Smatra se najboljom metodom.[tko kaže?]

## Načela kod oporezivanja PDV-om
Načelo porijekla robeoporezuje se izvoz, a uvoz ne
Načelo odredišta robene oporezuje se izvoz, nego uvoz
Hrvatska primjenjuje načelo odredišta robe, tj. izvoz je oslobođen plaćanja PDV-a.

## Razine poreznih stopa
U nekim sustavima postoji više stopa PDV-a, na primjer:
- opća (standardna)
- niža, za živežne namirnice
- viša, za luksuzne proizvode
- nulta, za proizvode na koje se ne plaća PDV

Napomena: Nulta stopa različita je od poreznog oslobođenja. Kod nulte stope proizvođači prilikom isporuke svojim proizvoda ne obračunavaju PDV, ali imaju pravo odbiti pretporez koji je sadržan u ulaznim računima dobavljača. Stoga je nulta stopa bolja od poreznog oslobođenja.

## Prednosti
- Ubire se u svakoj pojedinoj fazi ciklusa dok se jednofazni ubire jednokratno.
- Nema prikrivene izvozne premije i prikrivene uvozne carine kao kod jednofaznog poreza na promet.
- Izdašnost: PDV je najizdašniji porezni prihod proračuna (2/3 proračunskih prihoda).[gdje?]

## Nedostatci
- Složena pravila, osobito kod primjenjivanja različitih stopa, i onih proizvoda koji su oslobođeni od PDV-a
- PDV je regresivni porez, najviše pogađa osobe koja imaju niska primanja a ne one s visokim primanjima
- Povišeni trošak i rad za tvrke, i pravne osobe koje prikupljaju porez u ime države. Osobito za manje tvrtke
- Primanja od PDV-a su sukladna prema privrednoj aktivnosti unutar države, padom prometa i manjim privrednim rastom umanjiva se i prihod PDV u državi

## Neutralnost PDV-a
- u odnosu na vanjskotrgovinsku razmjenu → jer ne djeluje na domaću proizvodnju i potrošnju.
- neutralan je na upotrebljene proizvodne metode.
- ne iskrivljuje cijene jer osigurava optimalnu alokaciju resursa na tržištu.

## Izračun PDV-a
Cijena koja ne uključuje PDV često se naziva neto cijena ili osnovica, dok se cijena koja uključuje PDV često naziva bruto cijena.
U jednadžbama izračuna „C” označava bruto cijenu (s PDV-om), „O” označava neto cijenu (bez PDV-a, tj. osnovicu), „p” označava poreznu stopu, dok „P” označava iznos PDV-a.

### Izračun iznosa PDV-a na temelju bruto cijene (koja uključuje PDV)
Iznos sadržanog PDV-a u ukupnoj cijeni dobivamo tzv. izbijanjem PDV-a, umnoškom ukupne cijene s preračunatom stopom PDV-a.
{\displaystyle P=C-O=C\cdot {\frac {p}{1+p}}}
Primjer: Kupite proizvod čija je cijena 100 €. PDV, ovisno o primijenjenoj stopi, iznosi:
| Stopa | Preračunata stopa | Izračun |
| ----- | ----------------- | --- |
| 25 %  | 0,20              | {\displaystyle 100\ \mathrm {\euro} \cdot {\frac {0{,}25}{1+0{,}25}}=100\ \mathrm {\euro} \cdot {\frac {0{,}25}{1{,}25}}=100\ \mathrm {\euro} \cdot 0{,}20=20{,}00\ \mathrm {\euro} }     |
| 13 %  | 0,115044          | {\displaystyle 100\ \mathrm {\euro} \cdot {\frac {0{,}13}{1+0{,}13}}=100\ \mathrm {\euro} \cdot {\frac {0{,}13}{1{,}13}}=100\ \mathrm {\euro} \cdot 0{,}115044=11{,}50\ \mathrm {\euro} } |
| 5 %   | 0,047619          | {\displaystyle 100\ \mathrm {\euro} \cdot {\frac {0{,}05}{1+0{,}05}}=100\ \mathrm {\euro} \cdot {\frac {0{,}05}{1{,}05}}=100\ \mathrm {\euro} \cdot 0{,}047619=4{,}76\ \mathrm {\euro} }  |

### Izračun neto cijene (bez PDV-a, tj. osnovice) na temelju bruto cijene (koja uključuje PDV)
Neto cijena se dobiva dijeljenjem bruto cijene zbrojem sume broja jedan i stope PDV-a.
{\displaystyle O={\frac {C}{1+p}}}
Primjer: Kupite proizvod od 100 €, osnovica, ovisno o primijenjenoj stopi, iznosi:
| Stopa | Izračun |
| ----- | --- |
| 25 %  | {\displaystyle {\frac {100\ \mathrm {\euro} }{(1+0{,}25)}}={\frac {100\ \mathrm {\euro} }{1,25}}=80{,}00\ \mathrm {\euro} } |
| 13 %  | {\displaystyle {\frac {100\ \mathrm {\euro} }{(1+0{,}13)}}={\frac {100\ \mathrm {\euro} }{1,13}}=88{,}50\ \mathrm {\euro} } |
| 5 %   | {\displaystyle {\frac {100\ \mathrm {\euro} }{(1+0{,}05)}}={\frac {100\ \mathrm {\euro} }{1,05}}=95{,}24\ \mathrm {\euro} } |

### Izračun iznosa PDV-a na temelju neto cijene (bez PDV-a, tj. osnovice)
PDV se dobiva umnoškom osnovice i stope PDV-a.
{\displaystyle P=O\cdot p}
Primjer: Cijena bez PDV-a (osnovica) iznosi 100 €. PDV, ovisno o primijenjenoj stopi, iznosi
| Stopa | Izračun                                                                |
| ----- | ---------------------------------------------------------------------- |
| 25 %  | {\displaystyle 100\ \mathrm {\euro} \cdot 0{,}25=25\ \mathrm {\euro} } |
| 13 %  | {\displaystyle 100\ \mathrm {\euro} \cdot 0{,}13=13\ \mathrm {\euro} } |
| 5 %   | {\displaystyle 100\ \mathrm {\euro} \cdot 0{,}05=5\ \mathrm {\euro} }  |

### Izračun bruto cijena (koja uključuje PDV) na temelju neto cijene (bez PDV-a, tj. osnovice)
Bruto cijena dobiva se umnoškom osnovice i sume broja jedan i stope PDV-a
{\displaystyle C=P+0=P\cdot (1+p)}
Primjer: Cijena koja uključuje PDV izračunata iz cijene koja ne sadrži PDV (osnovice) od 100 €, ovisno o primijenjenoj stopi, iznosi:
| Stopa | Izračun |
| ----- | --- |
| 25 %  | {\displaystyle 100\ \mathrm {\euro} \cdot (1+0{,}25)=100\ \mathrm {\euro} \cdot 1,25=125\ \mathrm {\euro} } |
| 13 %  | {\displaystyle 100\ \mathrm {\euro} \cdot (1+0{,}13)=100\ \mathrm {\euro} \cdot 1,13=113\ \mathrm {\euro} } |
| 5 %   | {\displaystyle 100\ \mathrm {\euro} \cdot (1+0{,}05)=100\ \mathrm {\euro} \cdot 1,05=105\ \mathrm {\euro} } |

## Stope PDV-a u Europskoj uniji
| Država                                   | Stopa (redovna) [%] | Stopa/e (snižene) [%]     | Skrać.                           | Naziv                                                                                              |
| ---------------------------------------- | ------------------- | ------------------------- | -------------------------------- | -------------------------------------------------------------------------------------------------- |
| Austrija                                 | 20                  | 13 i 10                   | njem. MwSt., USt.                | njem. Mehrwertsteuer, Umsatzsteuer                                                                 |
| Belgija                                  | 21                  | 12 i 6                    | niz. BTW; franc. TVA; njem. MWSt | niz. Belasting over de toegevoegde waarde; franc. Taxe sur la Valeur Ajoutée; njem. Mehrwertsteuer |
| Bugarska                                 | 20                  | 9                         | bug. ДДС                         | bug. Данък върху добавената стойност (Danăk vărhu dobavenata stojnost)                             |
| Cipar ∟ (uklj. bazu Akrotiri i Dhekelia) | 19                  | 9 i 5                     | grč. ΦΠΑ                         | grč. Φόρος Προστιθέμενης Αξίας (Fóros Prastithémenes Axías)                                        |
| Češka                                    | 21                  | 12                        | češ. DPH                         | češ. Daň z přidané hodnoty                                                                         |
| Hrvatska                                 | 25                  | 13 i 5                    | hrv. PDV                         | hrv. Porez na dodanu vrijednost                                                                    |
| Danska                                   | 25                  | nema                      | dan. moms                        | dan. Meromsætningsafgift                                                                           |
| Estonija                                 | 22                  | 9 i 5                     | est. km                          | est. käibemaks                                                                                     |
| Finska                                   | 25,5                | 14 i 10                   | fin. ALV; šved. Moms             | fin. Arvonlisävero; šved. Mervärdesskatt                                                           |
| - Francuska - ∟ Monako                   | 20                  | 10; 5,5 i 2,1             | franc. TVA                       | franc. Taxe sur la valeur ajoutée                                                                  |
| Njemačka                                 | 19                  | 7                         | njem. MwSt. USt.                 | njem. Mehrwertsteuer / Umsatzsteuer                                                                |
| Grčka                                    | 24                  | 13 i 6                    | grč. ΦΠΑ                         | grč. Φόρος Προστιθέμενης Αξίας (Fóros Prostithémenis Axías)                                        |
| Mađarska                                 | 27                  | 18 i 5                    | mađ. ÁFA                         | mađ. általános forgalmi adó                                                                        |
| Irska                                    | 23                  | 13,5; 9; 4,8 i 0          | eng. VAT; irs. CBL               | eng. Value Added Tax; irs. Cáin Bhreisluacha                                                       |
| Italija                                  | 22                  | 10; 5 i 4                 | tal. IVA                         | tal. Imposta sul Valore Aggiunto                                                                   |
| Latvija                                  | 21                  | 12 i 5                    | lat. PVN                         | lat. Pievienotās vērtības nodoklis                                                                 |
| Litva                                    | 21                  | 9 i 5                     | lit. PVM                         | lit. Pridėtinės vertės mokestis                                                                    |
| Luksemburg                               | 17                  | 14; 8 i 3                 | franc. TVA                       | franc. Taxe sur la Valeur Ajoutée                                                                  |
| Malta                                    | 18                  | 7; 5 i 0                  | eng. VAT                         | malt. Taxxa fuq il-Valur Miżjud; eng. Value Added Tax                                              |
| Nizozemska                               | 21                  | 9 i 0                     | niz. BTW                         | niz. Belasting toegevoegde waarde / Omzetbelasting                                                 |
| Poljska                                  | 23                  | 8; 5 i 0                  | polj. PTU                        | polj. Podatek od towarów i usług                                                                   |
| - Portugal - ∟ Azori - ∟ Madeira         | - 23 - 16 - 22      | - 13 i 6 - 9 i 4 - 12 i 5 | port. IVA                        | port. Imposto sobre o Valor Acrescentado                                                           |
| Rumunjska                                | 19                  | 9; 8 i 5                  | rum. TVA                         | rum. Taxa pe valoarea adăugată                                                                     |
| Slovačka                                 | 20                  | 10                        | slov. DPH                        | slov. Daň z pridanej hodnoty                                                                       |
| Slovenija                                | 22                  | 9,5 i 5                   | slov. DDV                        | slov. Davek na dodano vrednost                                                                     |
| Španjolska                               | 21                  | 10 i 4                    | španj. IVA                       | španj. Impuesto sobre el valor añadido                                                             |
| Švedska                                  | 25                  | 12 i 6                    | šved. Moms                       | šved. Mervärdesskatt                                                                               |

## PDV područje Europske unije
EU PDV područje sastoji se od svih država članica Europske unije i nekih drugih zemalja koje slijede pravila unije o PDV-u. Princip vrijedi i za druge posebne poreze kao npr. na alkohol i duhan.
Sve države članice EU dio su PDV područja, međutim neka područja država članica su izuzeta:

### Područja izvan EU koja su uključena
Uključeno u Republiku Cipar sa stopom 19%:
- Akrotiri i Dhekelia (Britansko prekomorsko područje)

Uključeno u Francusku sa stopom 20%:
- Monako (samostalna država)

Primjenjuje se na stopu 20% Ujedinjenog Kraljevstva:
- Ujedinjeno Kraljevstvo usklađeno je s pravilima o PDV-u EU područja samo na robu.[25][26] (prema protokolu o Sjevernoj Irskoj).

### Područja unutar EU koja su isključena
Finska:
- Ålandski otoci[27] (lokalni PDV)

Francuska:
- Francuska Gijana[27] (bez PDV-a)
- Gvadalupa[27] (lokalni PDV)
- Martinik[27] (lokalni PDV)
- Mayotte[27] (bez PDV-a)
- Réunion[27] (lokalni PDV)
- Sveti Martin (otok)[27] (lokalni PDV)

Njemačka:
- Büsingen am Hochrhein[27][28] (enklava unutar Švicarske; primjenjuje se švicarski PDV)
- Helgoland[27] (maleni njemački arhipelag u Sjevernom moru; bez PDV-a)

Grčka:
- Sveta Gora[27] (bez PDV-a)

Italija:
- Campione d'Italia i talijanske vode jezera Lugano[27] (enklava unutar Švicarske; bez PDV-a, lokalni porez na potrošnju jednak je švicarskom)
- Livigno (alpski grad oslobođen PDV-a zbog izoliranosti )[29][30]

Španjolska:
- Kanari[27][31] (bez PDV-a, primjenjuje se lokalni porez na potrošnju)
- Ceuta[27] (područje bez primjene PDV-a u Africi)
- Melilla[27] (područje bez primjene PDV-a u Africi)

### Područja koja su povezana ili graniče s EU PDV područjem koja nisu uključena
Dansko kraljevstvo:
- Farski otoci[32]
- Grenland[33]

## Vanjske poveznice
- Porez na dodanu vrijednost, Institut za javne financije
- Porezni vodič za  PDV, Institut za javne financije
- Arhivirana inačica izvorne stranice od 5. ožujka 2016. (Wayback Machine) Hrvatski zakon o porezu na dodanu vrijednost